# Bermesnil
Bermesnil és un municipi francès situat al departament del Somme i a la regió dels Alts de França. L'any 2007 tenia 249 habitants.

## Demografia

### Població

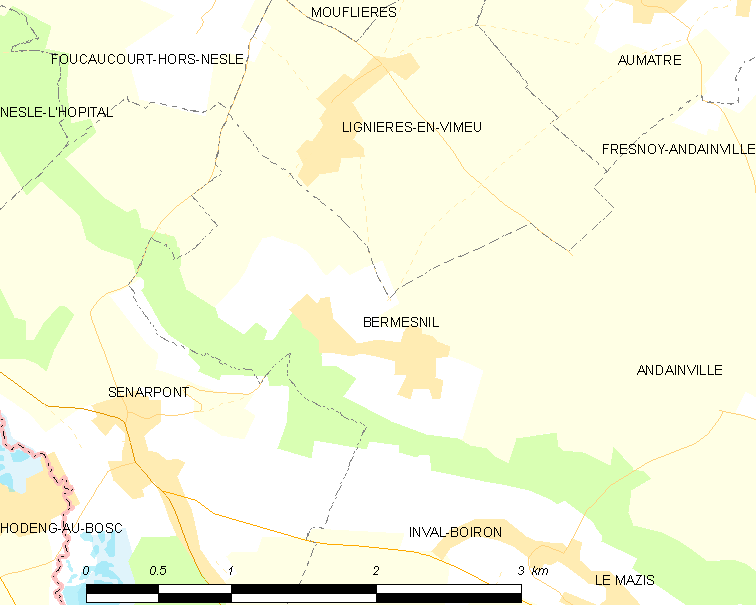

El 2007 la població de fet de Bermesnil era de 249 persones. Hi havia 87 famílies de les quals 12 eren unipersonals (4 homes vivint sols i 8 dones vivint soles), 21 parelles sense fills, 37 parelles amb fills i 17 famílies monoparentals amb fills.
La població ha evolucionat segons el següent gràfic:
Habitants censats

### Habitatges

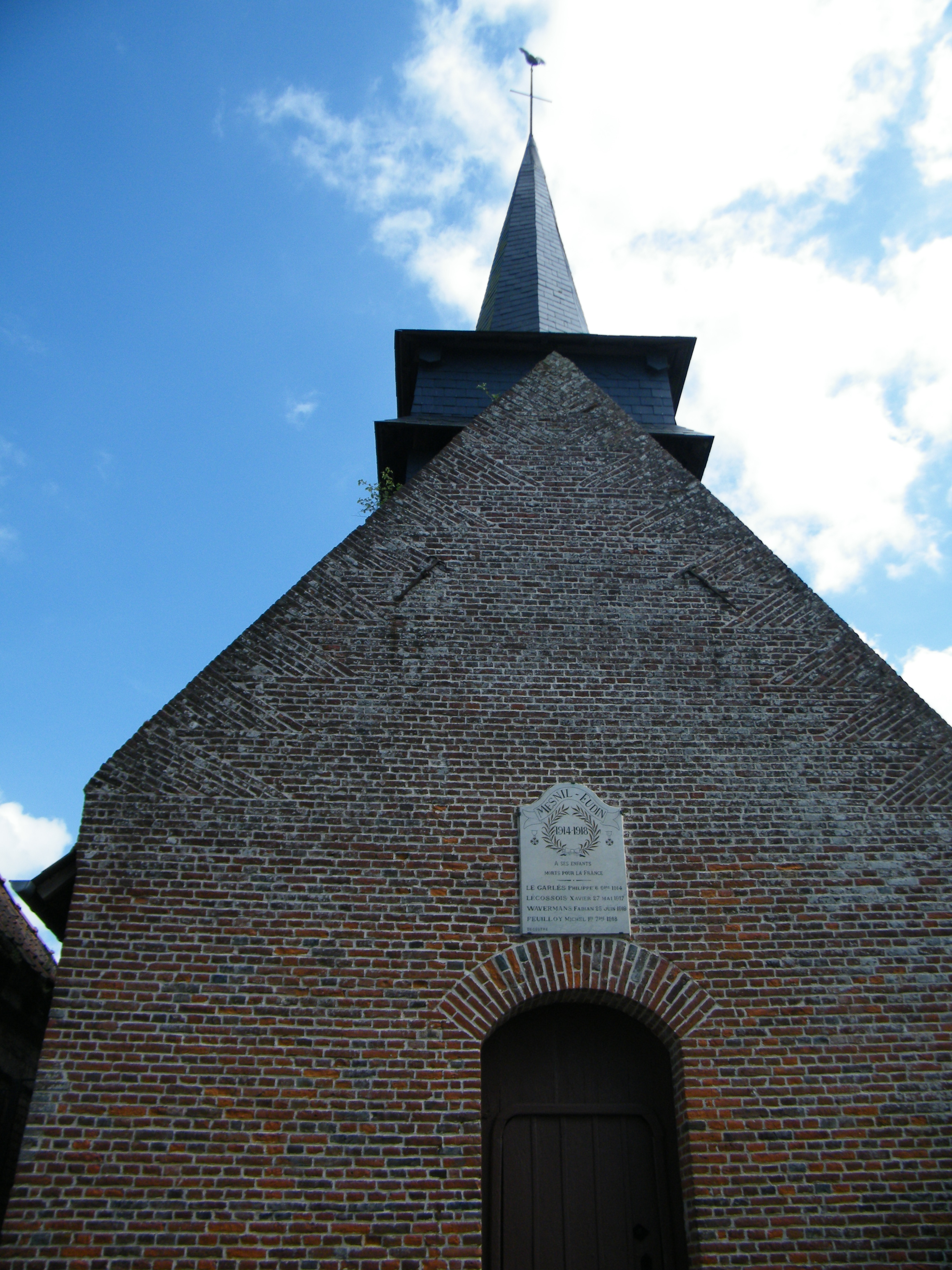

El 2007 hi havia 100 habitatges, 89 eren l'habitatge principal de la família, 6 eren segones residències i 4 estaven desocupats. 97 eren cases i 3 eren apartaments. Dels 89 habitatges principals, 64 estaven ocupats pels seus propietaris, 23 estaven llogats i ocupats pels llogaters i 2 estaven cedits a títol gratuït; 3 tenien dues cambres, 9 en tenien tres, 34 en tenien quatre i 43 en tenien cinc o més. 67 habitatges disposaven pel capbaix d'una plaça de pàrquing. A 42 habitatges hi havia un automòbil i a 39 n'hi havia dos o més.

### Piràmide de població
La piràmide de població per edats i sexe el 2009 era:
| Homes | Edats   | Dones |
| ----- | ------- | ----- |
| 0     | 95 o +  | 0     |
| 0     | 90 a 94 | 0     |
| 0     | 85 a 89 | 0     |
| 4     | 80 a 84 | 0     |
| 0     | 75 a 79 | 4     |
| 4     | 70 a 74 | 8     |
| 0     | 65 a 69 | 4     |
| 4     | 60 a 64 | 0     |
| 12    | 55 a 59 | 8     |
| 4     | 50 a 54 | 4     |
| 4     | 45 a 49 | 12    |
| 4     | 40 a 44 | 8     |
| 20    | 35 a 39 | 0     |
| 12    | 30 a 34 | 16    |
| 8     | 25 a 29 | 4     |
| 0     | 20 a 24 | 4     |
| 4     | 15 a 19 | 8     |
| 8     | 10 a 14 | 4     |
| 12    | 5 a 9   | 8     |
| 0     | 0 a 4   | 0     |

## Economia

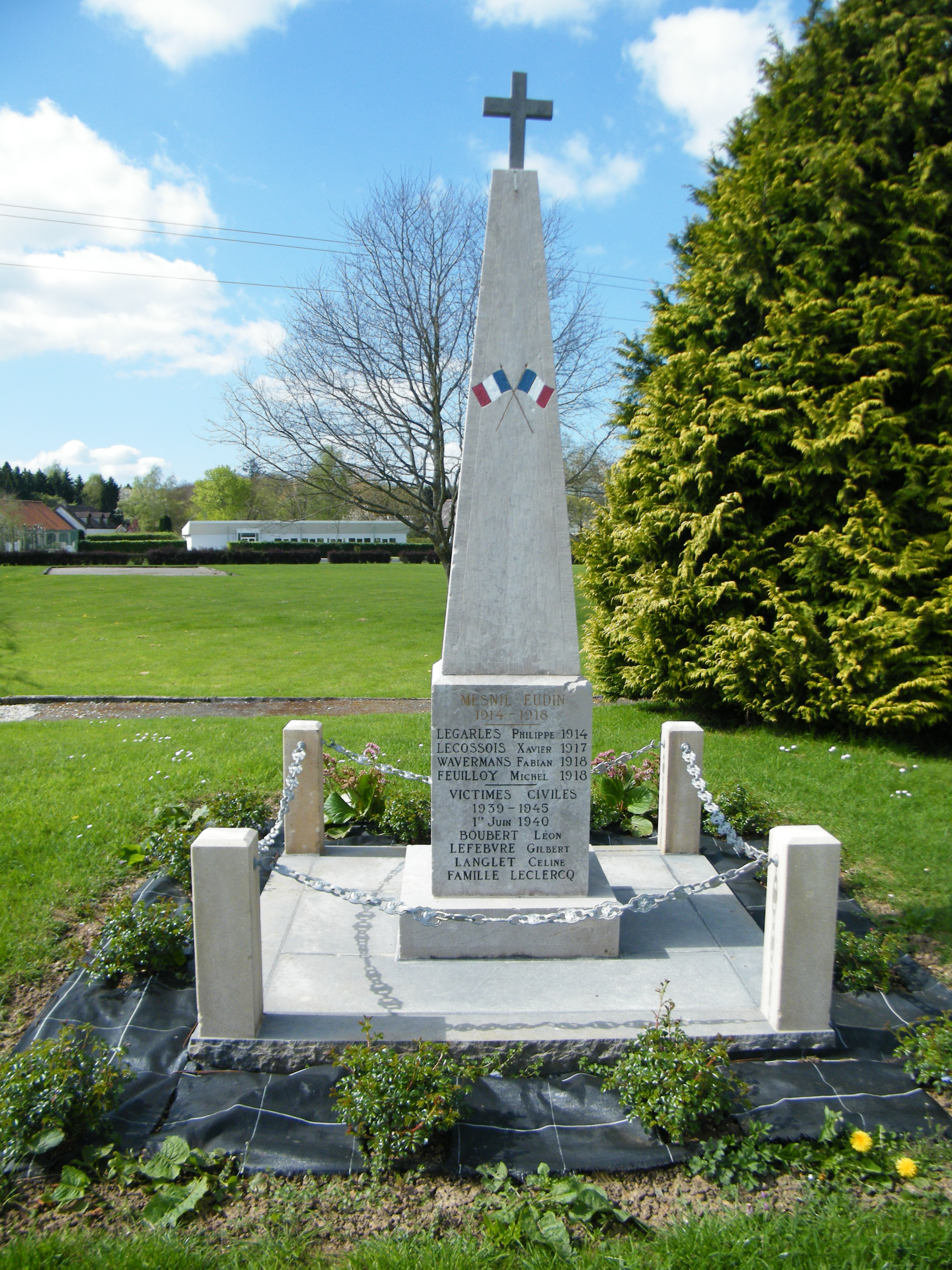

El 2007 la població en edat de treballar era de 160 persones, 112 eren actives i 48 eren inactives. De les 112 persones actives 99 estaven ocupades (59 homes i 40 dones) i 12 estaven aturades (6 homes i 6 dones). De les 48 persones inactives 15 estaven jubilades, 11 estaven estudiant i 22 estaven classificades com a «altres inactius».

### Ingressos
El 2009 a Bermesnil hi havia 93 unitats fiscals que integraven 252,5 persones, la mediana anual d'ingressos fiscals per persona era de 17.118 €.

### Activitats econòmiques
L'any 2000 a Bermesnil hi havia 8 explotacions agrícoles que ocupaven un total de 267 hectàrees.

## Equipaments sanitaris i escolars

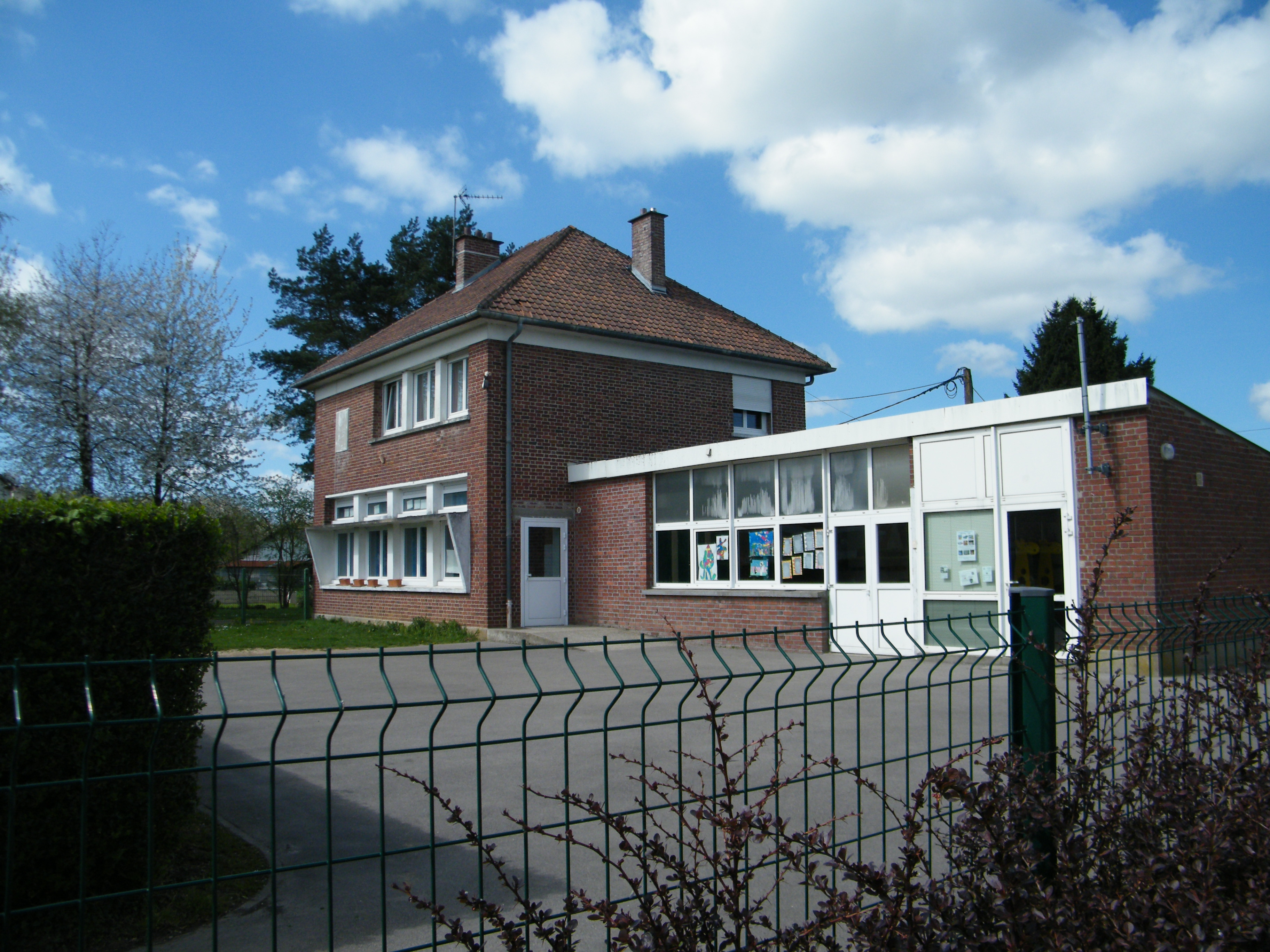

El 2009 hi havia una escola elemental integrada dins d'un grup escolar amb les comunes properes formant una escola dispersa.

## Poblacions més properes
El següent diagrama mostra les poblacions més properes.